# Tritij
Tritij (oznaka T ali ³H), včasih tudi tricij, je radioaktiven izotop vodika. Njegovo jedro (včasih imenovano triton) vsebuje en proton in dva nevtrona. Atomska masa tritija je 3.0160492 u. Na standardni temperaturi in tlaku je plin (T2 ali ³H2). Tritij se spaja s kisikom v tritiarno (T2O) ali delno tritiarno vodo (THO).
Tritij je radioaktiven z razpolovno dobo 12,32 let. Razpade v ³He z reakcijo
{\displaystyle {}_{1}^{3}{\hbox{T}}\to {}_{2}^{3}{\hbox{He}}^{+}+{\hbox{e}}^{-}+{\overline {\nu }}_{\hbox{e}}}
pri kateri se sprošča 18.6 keV energije. Elektron ima povprečno kinetično energijo 5.7 keV. Nizkoenergetsko sevanje beta iz tritija ne more predreti človeške kože, nevarno je samo ob vdihavanju in zaužitju.
V industriji pridobivajo tritij v jedrskih reaktorjih z obstreljevanjem izotopa litija 6Li z nevtroni, možno pa ga je pridobiti tudi iz dušika, bora in helija.